# سیارک ۴۹۶

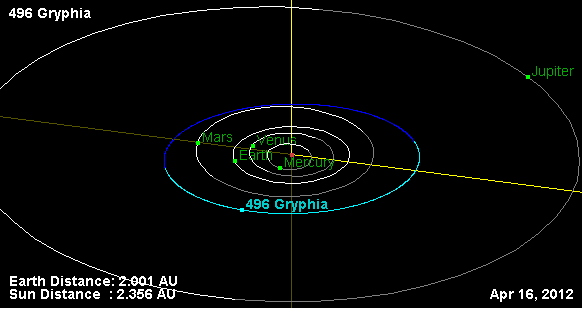
نمایی از محل قرارگیری سیارک ۴۹۶ در مدار – ۲۰۱۲

سیارک ۴۹۶ (به انگلیسی: 496 Gryphia، نامگذاری:1902KH) چهارصد و نود و ششمین سیارک کشف شده‌است که در ۲۵ اکتبر ۱۹۰۲ و در هایدلبرگ کشف شد.
قدر مطلق سیارک برابر ۱۱٫۶۱ است.